# Erebia bureschi
Erebia bureschi är en fjärilsart som beskrevs av B.C.S Warren 1933. Erebia bureschi ingår i släktet Erebia och familjen praktfjärilar. Inga underarter finns listade i Catalogue of Life.